# Європейська абетка Войнича
Європейський алфавіт Войнича (англ. European Voynich Alphabet), EVA — система транслітерації графем («літер» ), що складають текст рукопису Войнича, в латинські символи. Була створена Рене Цандбергеном і Габріелем Ландіна в 1998 році.
У ЄАВ кожен знак рукопису Войнича представлений схожою на нього буквою латинського алфавіту. Наприклад, символ рукопису  представлений латинською буквою «p». Завдяки цьому рукопис Войнича може бути перетворений у форму, зручну для комп'ютерного статистичного аналізу (частота окремих букв, може бути досліджене взаєморозташування літері т. д.). Як побічний ефект EVA-транскрипція дозволяє передавати рядки рукопису Войнича електронною поштою і обговорювати їх в Інтернеті.

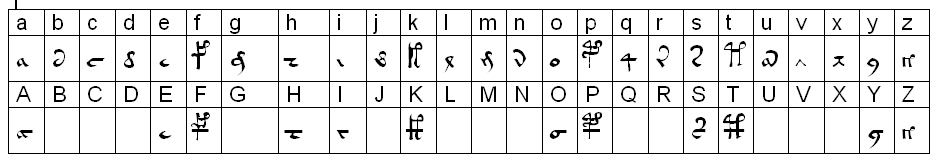
Європейська абетка Войнича. Великі і малі літери позначають різні версії букв шифру, які вважаються однаковими.

Однією з причин для вибору того, якій букві відповідає яка з графем манускрипту Войнича, була можливість читання і вимови тексту. Велику частину тексту, переведеного в ЄАВ, можна вимовити вголос, тому що результатом перекладу зазвичай є рядок типу qocheedy daiin. Так як алфавіт рукописи Войнича невідомий, той факт, що два різних символу ЄВА насправді описують різні графеми, часто критикується — можливо, це тільки варіанти однієї графеми. ЄАВ також піддається критиці через те, що він ігнорує малопомітні деталі графем, які можуть бути важливі для розшифровки тексту. 

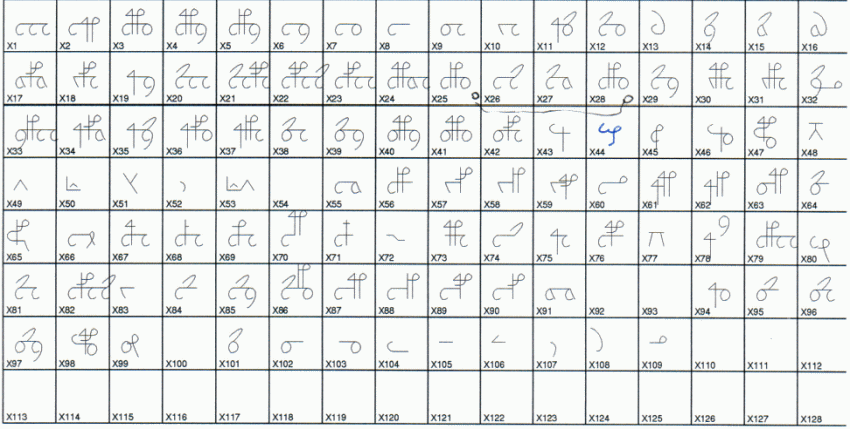
перелік рідкісних символів манускрипту Войнича (X1 -- X128).

Ще один мотив для критики — той факт, що заради зручності читання візуальна схожість графем була втрачена. Це означає, що обрані латинські букви не завжди схожі на свої візуальні аналоги в манускрипті Войнича і, отже, їх важко запам'ятати.
Існують також інші способи транслітерації рукопису Войнича, але ЄАВ все ще залишається найбільш поширеною. У листуванні електронною поштою символи ЄАВ зазвичай укладається в кутові дужки: <qocheedy daiin>.

## Інші транслітерації
Оскільки спосіб вирішення інтерпретаційної проблеми манускрипту Войнича за допомогою програмного забезпечення (OCR), або TEI (Ініціатива кодування тексту), вперше запропонований Рафалом Принке, актуальності не набув, в середовищі VMS комітетів стандартизації не існує, і кожен дослідник із задоволенням робить свою справу.
Щоб оцінити зусилля, необхідні на створення чергової транслітерації, насамперед слід оцінити кількість символів у тексті манускрипту. Після ста років статистичного аналізу відповідь на це запитання невідома. 
ЄАВ служить лише основною для інших алфавітів, тому що існуючі транслітерації можуть бути перетворені в ЄАВ без втрати інформації та навпаки. Найвідоміші транслітерації містять неоднакову інформацію.
- найраніша відома транслітерація (абревіатура FSG) була зроблена в 1940-х рр.
- алфавіт другої основної транслітерації (абревіатура CD), який розробив Прескотт Currier, використовувався у перші роки Інтернету.
- транслітерація Такашесі Такахасі датується 1999 роком (абревіатура ТТ)
- бразилець Хорхе Столфі доклав значних зусиль для вдосконалення праці Ландіні додаванням до основного варіанту ЄАВ інших транслітерацій (абревіатура LSI). Включає копію транслітерацію Такахасі (ІТ).
- п'ята основна транслітерація (абревіатура GC) відома як алфавіт Войнич 101 (v101), автор Глен Кластон.

У жодному із файлів транслітерації немає узгодженого визначення набору символів. 
Першим кроком вирішення проблеми суб'єктивності може стати консолідація всієї існуючої інформації в онлайновій базі даних з інструментами запитів для пошуку потрібної інформації, у чітко визначених форматах. У спеціальних зонах на кількох вебсайтах ця ідея поступово знаходить втілення.
- Intermediate Voynich Transliteration Tool v1.1[2] від 10 квітня 2020 року.
- Вебінструменти:
- "Войнічезе"[3] Ніка Пеллінга.
- Voynich information browser v0.4[4], Еліаса Швердтфегера.
- Web VTT (Інструмент транскрипції Войнича)[5], Такеші Такахаші.

Подібні проблеми характерні для онлайн бази даних DECODE, спрямованої на систематичний збір та опис шифрів, ключів і супутніх документів з прихованим змістом, що становлять 1% національних архівів і бібліотек Європи. Для розробки інструментів автоматичного дешифрування таких корпусів формуються великі колекції шифротекстів і ключів до них.